# 임종호
임종호(1956년 3월 17일 ~ )는 대한민국의 영화 감독이다.

## 생애
1956년 3월 17일 서울에서 태어나, 중앙대학교 연극영화과를 졸업했다. 김청기 감독의 문하생으로 《뉴머신 우뢰매 5》, 《색녀도》, 《자유여자》, 《슈퍼 홍길동》 등의 조감독으로 시작하였다. MBC 월화드라마 《임진왜란》특수촬영을 비롯해 어린이 영화 《외계에서 온 우뢰매》시리즈의 특수촬영, 엑스포 특수영상물을 등을 찍은 특수촬영 전문 감독이기도 하다. 충무로에서 오랜 기간 촬영과 조연출로 경력을 쌓인 그는 어린이 영화 《포졸 형래와 벌레 삼총사》를 감독 데뷔했다.

## 영화 작품

### 감독/각본
- 1992년 《돌아온 우뢰매 7》
- 1992년 《심술도사와 닌자 꼴뚜기》
- 1992년 《깡다구와 고집불통》
- 1992년 《3인의 초능력자 썬더 빅맨》
- 1992년 《땅콩도사와 맹구》
- 1991년 《우주의 용사 반달가면》
- 1991년 《신비의 용사 반달가면》
- 1990년 《짬뽕 홍길동》
- 1990년 《포졸 형래와 벌레 삼총사》
- 1990년 《황금탈 형래와 땡초 도사》
- 1990년 《흑기사 형래와 광대들》
- 1990년 《전설의 용사 반달가면》

### 촬영부
- 1989년 《바이오맨》
- 1988년 《공초도사와 슈퍼 홍길동》
- 1988년 《슈퍼 홍길동》
- 1987년 《우뢰매 4탄 썬더V 출동》
- 1987년 《외계에서 온 우뢰매 전격 쓰리 작전》
- 1986년 《외계에서 온 우뢰매 2》
- 1986년 《외계에서 온 우뢰매》

### 조감독
- 1989년 《제3세대 우뢰매 6》

### 애니메이션
- 1988년 《뉴머신 우뢰매 5》

## 가족관계
- 부친 : 임원식(1935년 1월 22일 ~ )
- 형제 : 임종재(1958년 6월 11일 ~ )